# ماكس غرين (محامي)
ماكس غرين (بالإنجليزية: Max Green)‏ هو محامي أسترالي، ولد في 1952، وتوفي في 25 مارس 1998.